# Patinação de velocidade nos Jogos Pan-Americanos de 2015 - 200 m contra o relógio feminino
A competição 200 m contra o relógio feminino da patinação de velocidade sobre rodas nos Jogos Pan-Americanos de 2015 foi disputada por doze patinadoras na escola  católica São João Paulo II em Toronto no dia 12 de julho. 

## Calendário
Horário local (UTC-4).
| Data        | Horário | Fase  |
| ----------- | ------- | ----- |
| 12 de julho | 16:05   | Final |

## Medalhistas
| Ouro   | COL Hellen Montoya  |
| Prata  | ECU Ingrid Factos   |
| Bronze | CHI María José Moya |

## Resultados
| Pos.              | Patinador          | Nacionalidade      | Tempo  |
| ----------------- | ------------------ | ------------------ | ------ |
| Medalha de ouro   | Hellen Montoya     | COL Colômbia       | 17.653 |
| Medalha de prata  | Ingrid Factos      | ECU Equador        | 17.994 |
| Medalha de bronze | María José Moya    | CHI Chile          | 18.042 |
| 4                 | Rocio Berbel       | ARG Argentina      | 18.315 |
| 5                 | Erin Jackson       | USA Estados Unidos | 18.479 |
| 6                 | Yarubi Bandres     | VEN Venezuela      | 18.500 |
| 7                 | Veronica Elias     | MEX México         | 18.588 |
| 8                 | Dalia Soberanis    | GUA Guatemala      | 18.911 |
| 9                 | Jennifer Monterrey | CRC Costa Rica     | 19.848 |
| 10                | Judith Lopez       | ESA El Salvador    | 20.325 |
| 11                | Morgane Echardour  | CAN Canadá         | 20.993 |